# Basiliken
Die Basiliken (altgriechisch τὰ βασιλικὰ [νόμιμα bzw. βιβλία], „die kaiserlichen [Gesetze bzw. Bücher]“) sind eine griechischsprachige Sammlung des byzantinischen Rechts in 60 Büchern. Die Gesetzessammlung (deren Bezeichnung als Basiliken erst im 11. Jahrhundert nachweisbar ist, vormals wurden Kaiserkonstitutionen novellae constitutiones genannt) wurde unter dem byzantinischen Kaiser Basileios I. begonnen und unter dessen Sohn Leo VI. – vermutlich 888 – fertiggestellt. Nach dem von Leo VI. verfassten Vorwort war der Zweck des Werkes eine übersichtlichere Zusammenstellung des im Corpus iuris civilis enthaltenen Gesetzesmaterials unter Ausscheidung alles Überflüssigen.
Fast ausschließliche Quellen der Basiliken sind demgemäß die vier Teile der justinianischen Kodifikation, die Institutionen allerdings nur in sehr geringem Ausmaß, weil diese durch ein eigenes Einführungslehrbuch (die Eisagoge tu nomu, später den Procheiros nomos) ersetzt wurden. Für die lateinischen Texte der Digesten und des Codex Iustinianus griffen die Kompilatoren der Basiliken auf griechische Übersetzungen der Rechtslehrer aus der Zeit des Kaisers Justinian zurück.
Die 60 Bücher sind in Titel unterteilt, die nach Materien geordnet und regelmäßig in der Weise aufgebaut sind, dass den betreffenden Kapiteln (κεφάλαια) aus den Digesten solche aus dem Codex Iustinianus und diesen wiederum solche aus den novellae Justinians folgen. Viele Bücher der Basiliken sind lediglich in einem Manuskript enthalten, manche sind handschriftlich überhaupt nicht überliefert und können nur indirekt – etwa durch die Eisagoge aucta, die Synopsis maior, die Peira, den Tipukeitos und den Kommentar des Theodoros Balsamon – teilweise restituiert werden. In der Mitte des 11. Jahrhunderts wurde das Werk unter Leitung des Ioannes Xiphilinos überarbeitet und mit einem Katenen-Kommentar versehen, so wie er in der byzantinischen Theologie üblich war. Er bestand zum größten Teil aus sogenannten „alten Scholien“ (Exzerpten aus Schriften der Rechtslehrer) und zu einem kleinen Teil aus jungen beziehungsweise jüngeren (oder auch neuen) Scholien (Einzelkommentierungen hauptsächlich aus dem 11. Jahrhundert).